# Pseudoterpna reducta
Pseudoterpna reducta är en fjärilsart som beskrevs av Barend J. Lempke 1949. Pseudoterpna reducta ingår i släktet Pseudoterpna och familjen mätare. Inga underarter finns listade.